# Ambia vilisalis
Ambia vilisalis là một loài bướm đêm trong họ Crambidae.